# Xeranobium californicum
Xeranobium californicum är en skalbaggsart som beskrevs av White 1971. Xeranobium californicum ingår i släktet Xeranobium och familjen trägnagare. Inga underarter finns listade i Catalogue of Life.